# Podgórze, Braniewski
Podgórze [pɔdˈɡuʐɛ] (tiếng Đức: Huntenberg)  là một làng trong huyện hành chính của Gmina Braniewo, trong huyện Braniewski, Warmińsko-Mazurskie, ở miền bắc Ba Lan, gần biên giới với Kaliningrad của Nga. Nó nằm khoảng 4 kilômét (2 mi)   về phía tây của Braniewo và 82 km (51 mi) phía tây bắc của thủ đô khu vực Olsztyn.
Làng có dân số 49 người.